# Vidrenjak
Vidrenjak is een plaats in de gemeente Velika Ludina in de Kroatische provincie Sisak-Moslavina. De plaats telt 554 inwoners (2001).